# 伊孚九
伊 孚九（い ふきゅう、1698年 - 1747年?）は、中国清代中期の貿易商・画家。貿易商として長崎に度々来日し南宗画の画風を伝えた。池大雅や桑山玉洲らが私淑し、その後日本の文人画壇に広まった。
名は海、字は孚九（桴鳩）。号は莘野・匯川・成堂（也堂）・雲水伊人などと称した。湖州府呉興県の人。

## 略伝
兄の伊韜吉から信牌（信任状）を受け継ぎ、享保5年（1720年）に初めて長崎に来舶。以降、延享4年（1747年）までに6度ほど渡航した。主に馬を商う貿易商で、清朝国禁の軍用馬を幕府の御用馬として舶載してきた功労により褒賞を受けた記録が残されている。
余技として南宗画風の山水画をよくした。長崎の清水伯民が門弟となっている。桑山玉洲は『絵事鄙言』で「舶來清人中の逸格」と絶賛。また『近世名家書畫談三編』でも北宗画を伝えた沈南蘋とともに最上位に置かれている。池大雅や野呂介石、悟心元明らが、私淑し大きな影響を受けた。
孚九の名を全国に広めるに『伊孚九・池大雅山水画譜』が大きな役割を果たした。この冊子は韓天寿が縮模し画譜としていた稿本を、天寿没後木村蒹葭堂を介して中野素堂が刊行したものである。
なお、孚九と続いて渡来した費漢源・張秋穀・江稼圃を合わせて来舶四大家と呼ぶ。

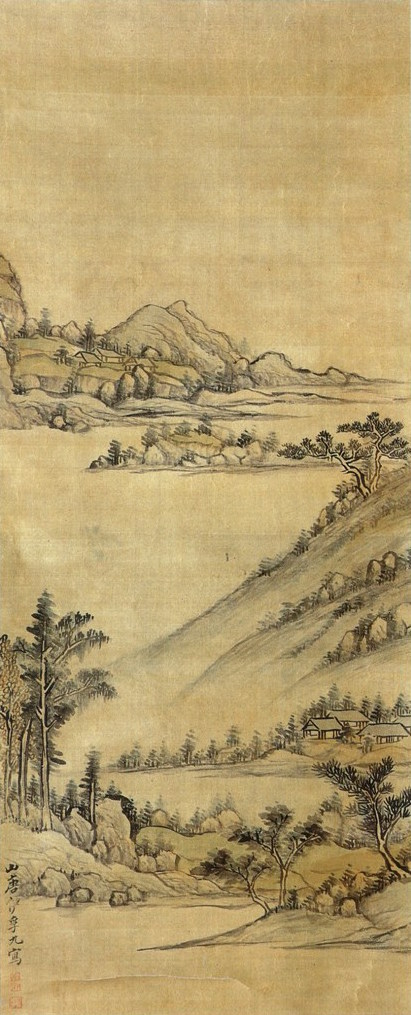
離合山水図 3幅（松阪市所有、重要文化財） 1幅ずつでも、3幅繋げても一つの山水画を成すように作画されている。
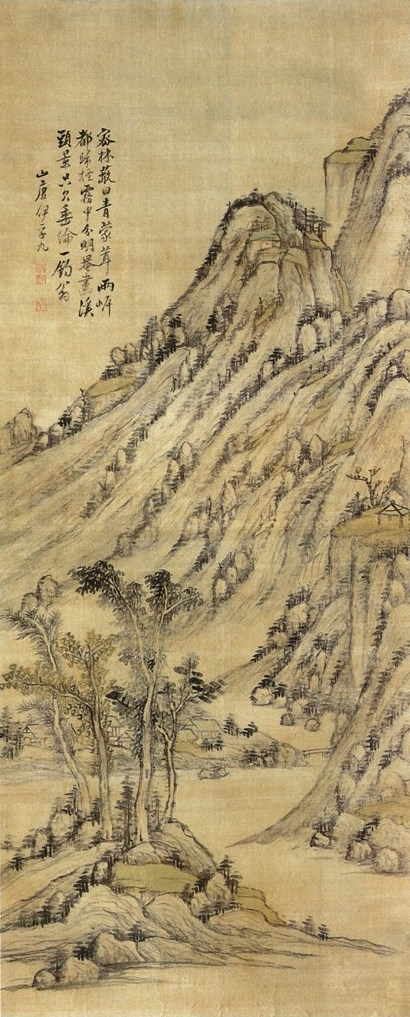
同左
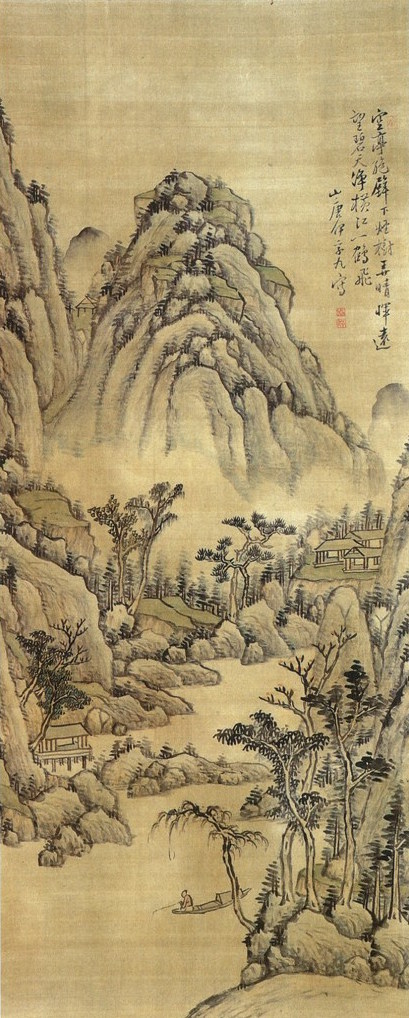
同左

## 代表作
- 「離合山水図」重要文化財　松阪市所有